# Жовта революція
Жовта революція (англ. Yellow Revolution) — події лютого 1986 р. на Філіппінах, призвели до усунення від влади авторитарного президента Фердинанда Маркоса. Також відомі як Революція народної влади (англ. People Power Revolution) і Революція EDSA (англ. EDSA Revolution, тагал. Rebolusyon sa EDSA).

## Предумови
Фердинанд Маркос був обраний президентом Філіппін в 1965 р. В 1969 році він був переобраний на другий термін. У 1972 році загострилися відносини Маркоса з конгресом і політичними партіями. В цих умовах він оголосив надзвичайний стан в країні і скасував конституцію. З цього часу він правив країною фактично як диктатор.
У 1981 році Маркос видав «прокламацію номер 2045», скасувавши воєнний стан, що діяв з 1972 року, і домігся вражаючої перемоги на виборах, які, щоправда, опозиція майже повністю бойкотувала.
21 серпня 1983 був убитий Бенігно Акіно, давній суперник Маркоса, якого вважали єдино здатним очолити і об'єднати опозицію режиму Маркоса. Похорон Акіно зібрав найбільшу багатолюдну маніфестацію в історії країни. Противники Маркоса вдягнули жовті стрічки (саме тому подальші події називають Жовтою революцією).
В листопаді 1985 р. Маркос оголосив нові президентські вибори, хоча до закінчення його 6-річного терміну правління був ще рік. Єдиним кандидатом від опозиції стала вдова Бенігно Акіно, Корасон Акіно.

## Хід подій
7 лютого 1986 року відбулися президентські вибори. Виборча комісія COMELEC 15 лютого оголосила про перемогу Маркоса, повідомивши, що він отримав 53,6 % голосів, а Акіно — 46,1 % (10 807 197 голосів проти 9 291 761).
Але ще до цього громадська спостережна комісія NAMFREL (the National Movement for Free Elections, Національний рух за вільні вибори) після підрахунку третини голосів запропонувала Маркосу визнати поразку, повідомивши, що він набрав лише 33 % голосів, а Акіно набрала 55 %.
16 лютого Корасон Акіно виступила перед великим натовпом своїх прихильників у парку Лунета і закликала забирати вклади з банків, не мати справи з компаніями, контрольованими правлячою клікою, не платити за комунальні послуги, ігнорувати урядові ЗМІ, влаштовувати демонстрації протесту.
Ще раніше армійськими офіцерами було створено Рух за Реформи в Армії (РАМ), який з відома міністра оборони Хуана Енріле і начальника поліції країни Фіделя Рамоса готував військовий переворот. Переворот мав відбутися в ніч з 22 на 23 лютого, але Маркос дізнався про його підготовку. Тоді Енріле та Рамос виступили зі спільною вимогою до Маркоса піти у відставку, покаялися в зробленому за їхньої участі підтасуванню результатів виборів і розташувалися, відповідно, в міністерстві оборони і управлінні поліції на головній транспортній магістралі Маніли, авеню Епіфаніо де лос Сантос (Epifanio de los Santos Avenue), відомій як ЕДСА.
Маркос наказав вірним йому військам придушити заколот, але опозиціонери католицької радіостанції «Радіо Верітас» закликали громадян збиратися на ЕДСА і протистояти військам ненасильницьким чином. Протягом години чисельність учасників акції зросла до кількох тисяч, вранці 22 лютого на ЕДСА зібралися сотні тисяч людей, причому чимала частина з них, як стверджується, з власною зброєю.
23 лютого колона бронетехніки, спрямована проти натовпу, загрузла в «живій барикаді», яку подолати так і не змогла. Вранці 24 лютого морська піхота зуміла, застосувавши сльозогінний газ, розігнати натовп на Боні Серрано і захопити частину Камп Агінальдо, військову базу, на якій розташоване міністерство оборони. Проти опозиції були направлені сім вертольотів, однак їхні екіпажі перейшли на бік опозиції. В середині дня ці вертольоти здійснили наліт на авіабазу Вільямор, знищивши урядові літаки на ній, і навіть випустили ракету по президентському палацу. Ввечері цього дня в центрі Маніли поліція розганяла протестувальників стріляниною в повітря і водометами. Маркос виступив по телебаченню, щоб спростувати чутки про свою відставку, але в середині трансляції група бунтівних військових захопила будівлю телестанції, хоча телестанція і була згодом відбита вірними Маркосу силами.
25 лютого Маркос провів церемонію інавгурації на балконі свого палацу перед натовпом чисельністю в декілька тисяч чоловік. Паралельно Акіно проводила свою власну церемонію інавгурації в будівлі клубу «Філіпіно» в престижному кварталі Грінхілом. Іноземні посли інавгурацію Маркоса проігнорували, і влада США порекомендували Маркосу піти у відставку. Увечері того ж дня Маркос покинув палац, і на американському вертольоті попрямував на американську військову базу Кларк, а звідти на острів Гуам, що належить США. Поки Маркос готувався до від'їзду, біля палацу зібрався натовп супротивників Маркоса, яких спершу відганяли стріляниною в повітря вірні Маркосу війська, але потім натовп увірвався в палац і зайнялася там грабунком.
Всього за чотири доби подій загинуло 15 і було поранено 20 осіб.

## Спадок
Революція влади людей надихнула заклик до зміни уряду шляхом мирних протестів, а не кровопролиття. З тих пір відбулося багато подібних революцій, взявши приклад ненасильницької зміни режиму на Філіппінах, наприклад у Східній Німеччині та багатьох інших країнах колишнього Радянського блоку, більшість з яких мали безпосереднє відношення до закінчення холодної війни в 1989 році.
Річниця революції EDSA є особливим державним святом на Філіппінах. З 2002 року свято оголошено особливим неробочим.